# Vaulruz
Vaulruz (toponimo francese; in tedesco Thalbach, desueto) è un comune svizzero di 1 060 abitanti del Canton Friburgo, nel distretto della Gruyère.

## Monumenti e luoghi d'interesse

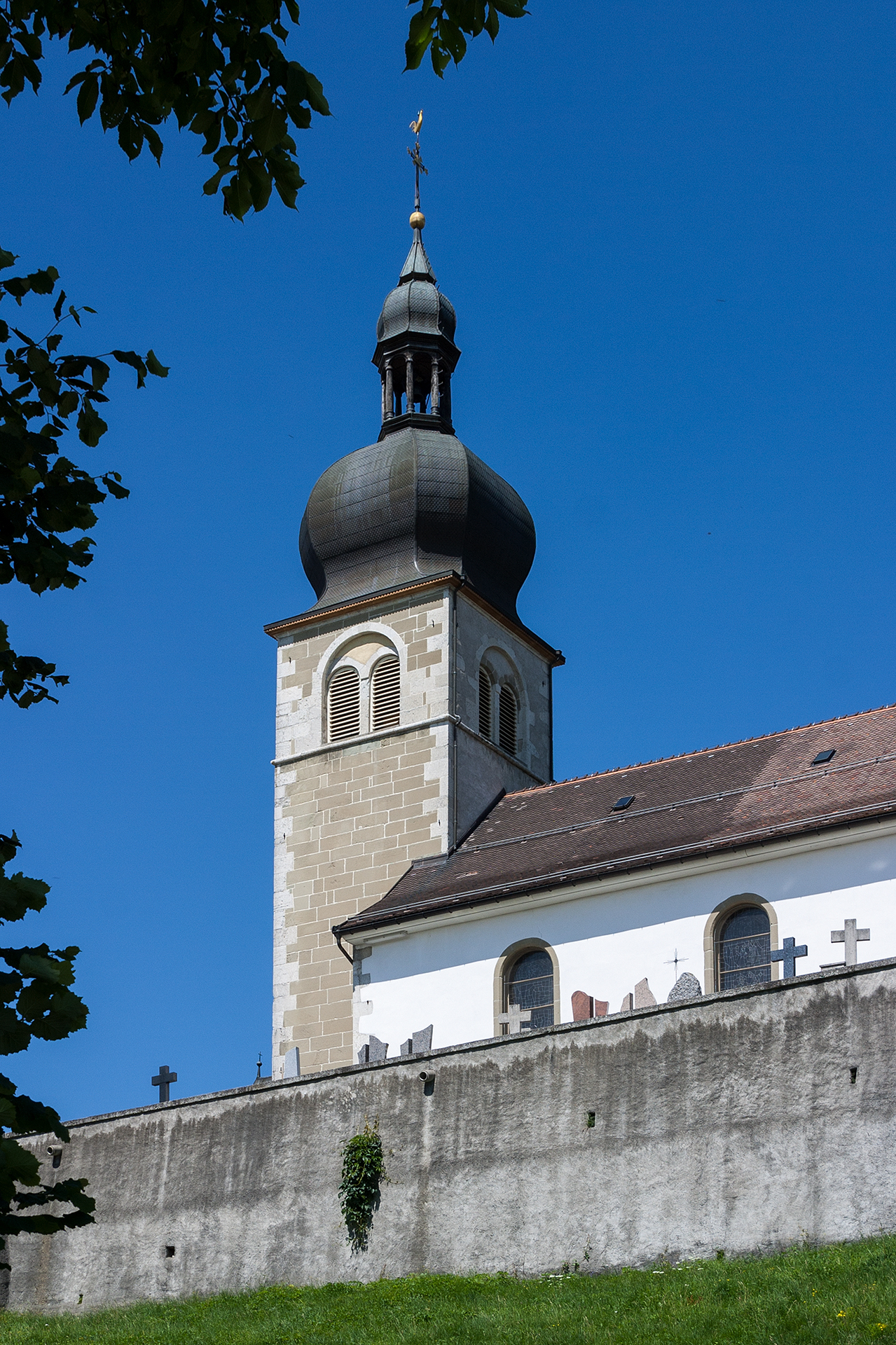
La chiesa cattolica di Santa Margherita

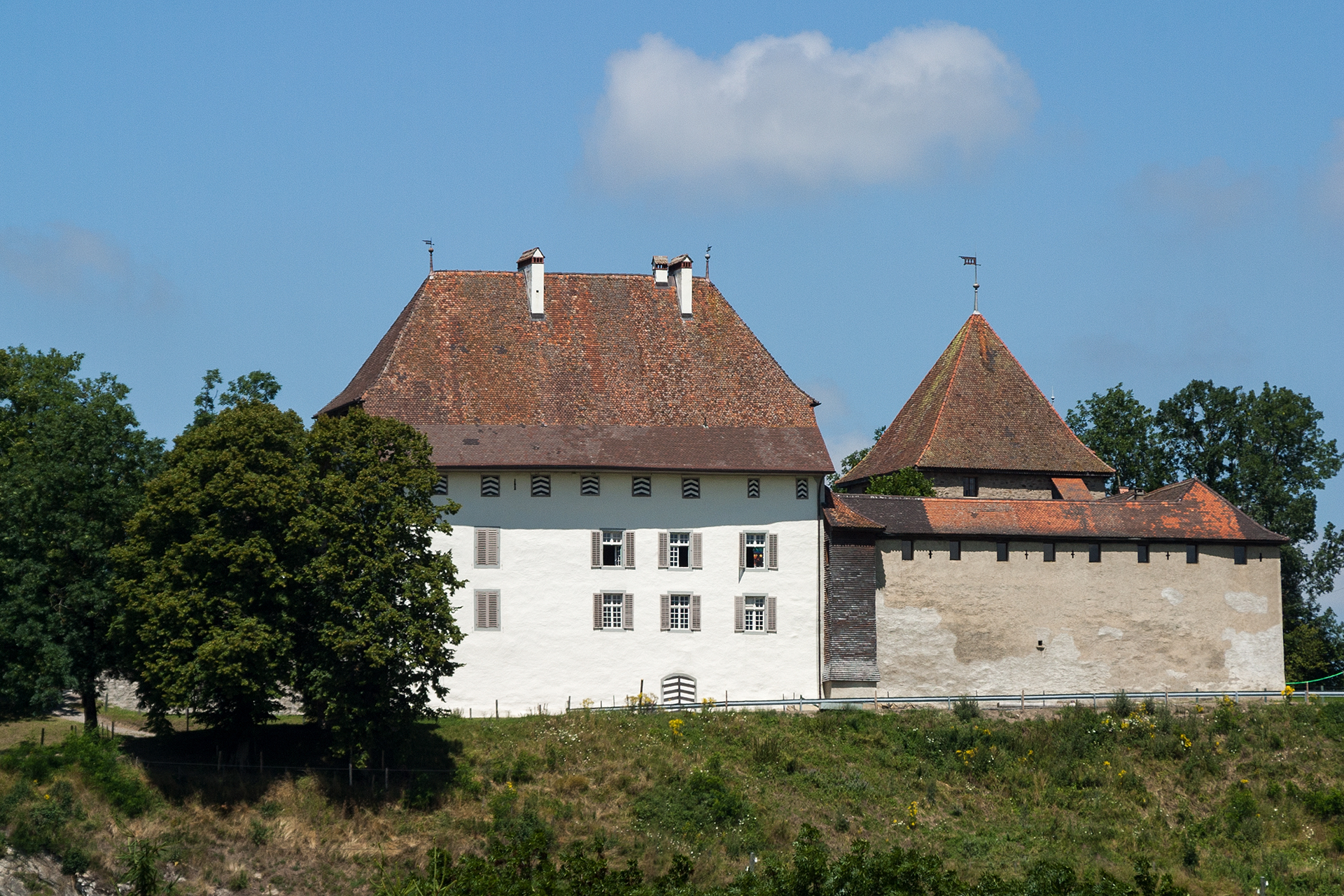
Il castello di Vaulruz

- Chiesa cattolica di Santa Margherita, ricostruita nel 1829[1];
- Castello di Vaulruz, eretto nel XIII secolo[1].

## Società

### Evoluzione demografica
L'evoluzione demografica è riportata nella seguente tabella:
Abitanti censiti

## Infrastrutture e trasporti
Vaulruz è servito dalla stazione di Vaulruz-Nord, sulla ferrovia Bulle-Romont, e da quella di Vaulruz-Sud, sulla ferrovia Palézieux-Bulle-Montbovon.

## Amministrazione
Ogni famiglia originaria del luogo fa parte del comune patriziale che ha la responsabilità della manutenzione di ogni bene comune.